# Zenillia rufofemorata
Zenillia rufofemorata är en tvåvingeart som först beskrevs av Baranov 1936.  Zenillia rufofemorata ingår i släktet Zenillia och familjen parasitflugor. Inga underarter finns listade i Catalogue of Life.